# San Benedetto (firma)
Acqua Minerale San Benedetto S.p.A. je italská nadnárodní společnost se sídlem ve Scorzè (Benátky), specializující se na výrobu nealkoholických nápojů, zejména minerálních vod a limonád. Působí nejen v Itálii, ale i po celém světě. Má šest výrobních závodů v Itálii, dva ve Španělsku a po jednom v Polsku a Maďarsku. V roce 2018 zaměstnávala 1 953 lidí a provozovala 44 stáčecích linek s kapacitou 4,49 miliardy lahví ročně. Firmu ovládá rodina Zoppas prostřednictvím holdingu Finanziaria S. Benedetto S.p.A. 

## Historie
Společnost Acqua Minerale San Benedetto S.p.A. vznikla v roce 1956 ve Scorzè, v oblasti Benátek, kde bratři Bruno a Ermenegildo Scattolinovi založili první závod na stáčení minerální vody z pramenů San Benedetto a Guizza. Název firmy odkazuje na stejnojmenný pramen, který byl již od dob Benátské republiky považován za zdroj zdraví. V roce 1959 došlo k přeměně společnosti na akciovou společnost, přičemž většinový podíl zůstal rodině Scattolin. Vedlejší podíl získala rodina Zoppas, která rozvíjela svůj vlastní podnik v oblasti domácích spotřebičů.
V roce 1971, během krize firmy Zoppas a po smrti jejího zakladatele, rodina Zoppasů převzala většinový podíl v San Benedettu. Enrico Zoppas byl jmenován generálním ředitelem a Giuliano De Polo prezidentem. Po De Polově úmrtí v roce 2004 převzal prezidentskou funkci Enrico Zoppas.
Expanze společnosti byla podpořena řadou strategických partnerství. Roku 1984 byla uzavřena dohoda s Cadbury Schweppes International, což umožnilo výrobu a distribuci značky Schweppes v Itálii. V roce 1988 následovala franšízová smlouva s PepsiCo na produkci nápojů Pepsi a 7 Up. Další významný krok přišel v roce 1995, kdy San Benedetto otevřel závod v Popoli a uvedl sportovní nápoj Energade.
Na přelomu tisíciletí expandovala firma do Polska a Maďarska prostřednictvím společných podniků s Danone. V roce 2002 podepsala smlouvu na výrobu produktů Coca-Cola pro evropský trh. V roce 2006 získali členové rodiny Zoppas 100% kontrolu nad holdingem Finanziaria San Benedetto. V následujících letech firma upevnila své postavení, když v roce 2010 získala plné vlastnictví společností v Polsku a Maďarsku a v roce 2014 otevřela nový závod ve Viggianellu.